# CA - A Cancer Journal for Clinicians
CA: A Cancer Journal for Clinicians, abgekürzt CA-Cancer J. Clin., ist eine wissenschaftliche Fachzeitschrift, die vom Wiley-Blackwell-Verlag veröffentlicht wird. Derzeit erscheint die Zeitschrift mit sechs Ausgaben im Jahr. Es werden Arbeiten aus allen Bereichen der Krebsdiagnose, -behandlung und -prävention veröffentlicht.
Der Impact Factor lag für das Jahr 2017 bei 244,585. Nach der Statistik des ISI Web of Knowledge wird das Journal mit diesem Impact Factor in der Kategorie Onkologie an erster Stelle von 217 Zeitschriften geführt.